# Powiat Shibata
Powiat Shibata (jap. 柴田郡 Shibata-gun) – powiat w Japonii, w prefekturze Miyagi. W 2024 roku liczył 79 077 mieszkańców.

## Miejscowości
- Kawasaki
- Murata
- Ōgawara
- Shibata